# Fredrik August Odenwall

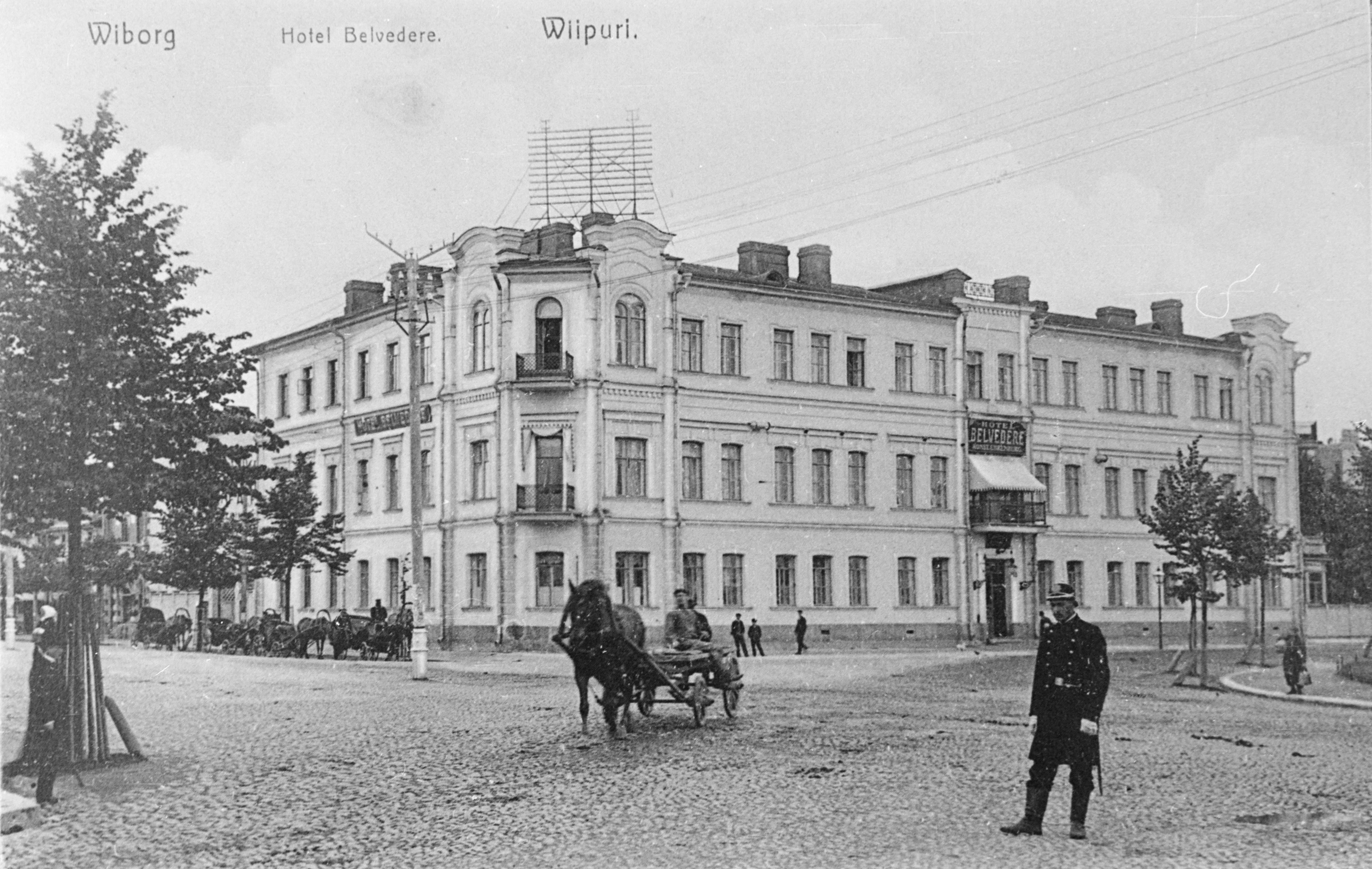
Hotell Belvedere, före 1910.

Fredrik August Odenwall, född 9 november 1843 i Åbo, död 12 augusti 1890 i Jakobstad, var en finländsk arkitekt. Han var verksam i Viborg i dåvarande Storfurstendömet Finland.
Fredrik Odenwall var son till Fredrik Julius Odenwall (1813–1867), som var rektor för Wasa gymnasium i Vasa, och Erica Elisabeth Montin (1816–1894). 
Han studerade vid Wasa trivialskola och utbildade sig efter studentexamen 1861 därefter till arkitekt i Tyskland. Han arbetade någon tid som hemmalärare i Viborg för barnen på arkitekten Fredrik Thesleffs herrgård Liimata. Han var stadsarkitekt i Viborg 1868–1884. Därefter nödgades han avgå på grund av sjukdom. Han flyttade till Jakobstad, där han tillbringade resten av sitt liv förlamad och sängliggande. 
Han förblev ogift och hade inga barn. 
Fredrik Odenwall var produktiv som stadsarkitekt. I stadsmästararkivet har ritningar bevarats av omkring 175 byggnader. Han gjorde också mer än hälften av stadsplanerna i Pantsarlahti-distriktet. Flertalet av husen förstördes under vinterkriget. 

## Byggnader i urval
- Skolan i Pyterlahti, Vederlax kommun, 1872[3]
- Hotel Belvedere, Leninavenyn 16, Viborg, omkring 1879
- Handelsrådet Sergevas hus, Leninavenyn 14, Viborg, omkring 1883

## Bilder

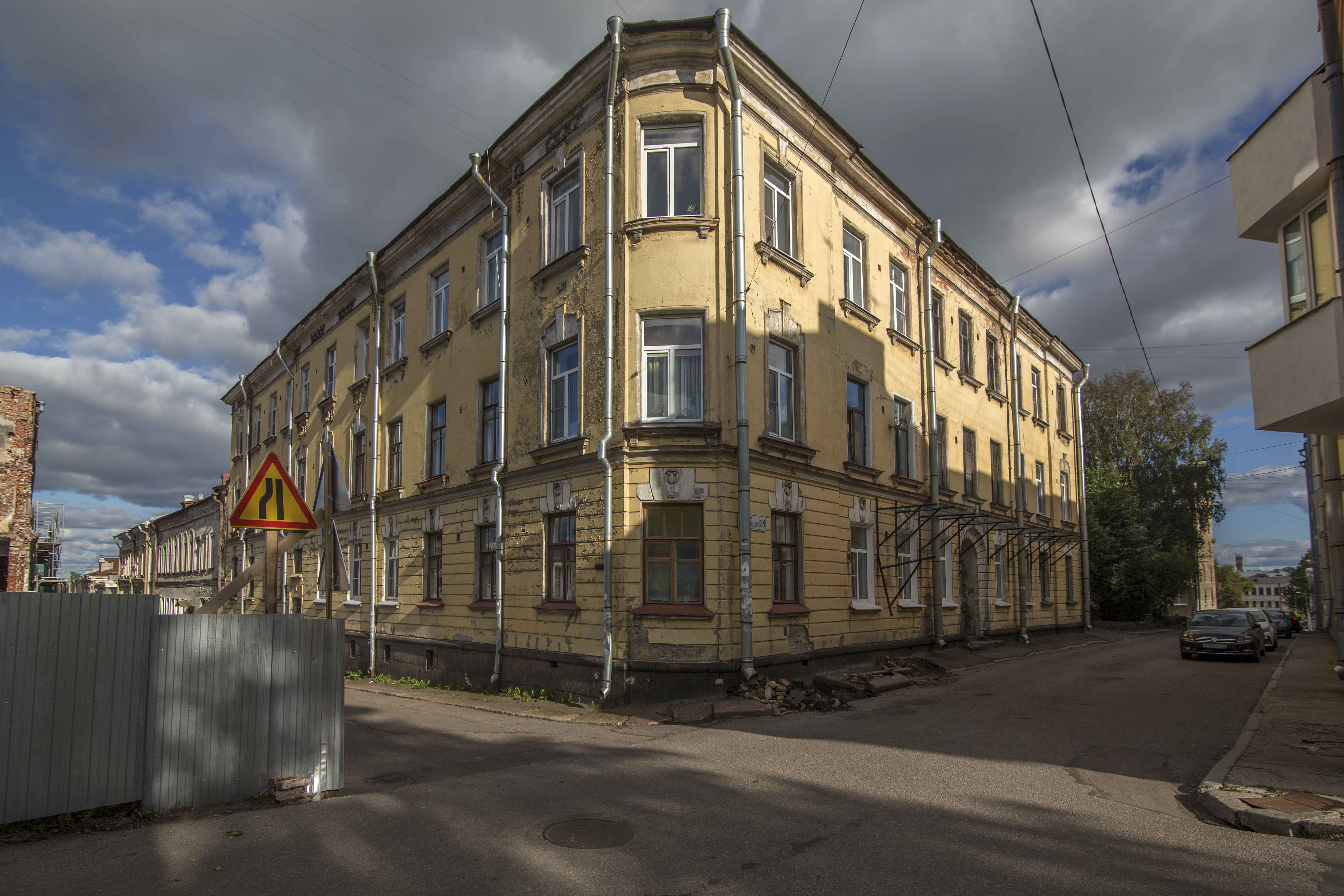
Claubergska huset.
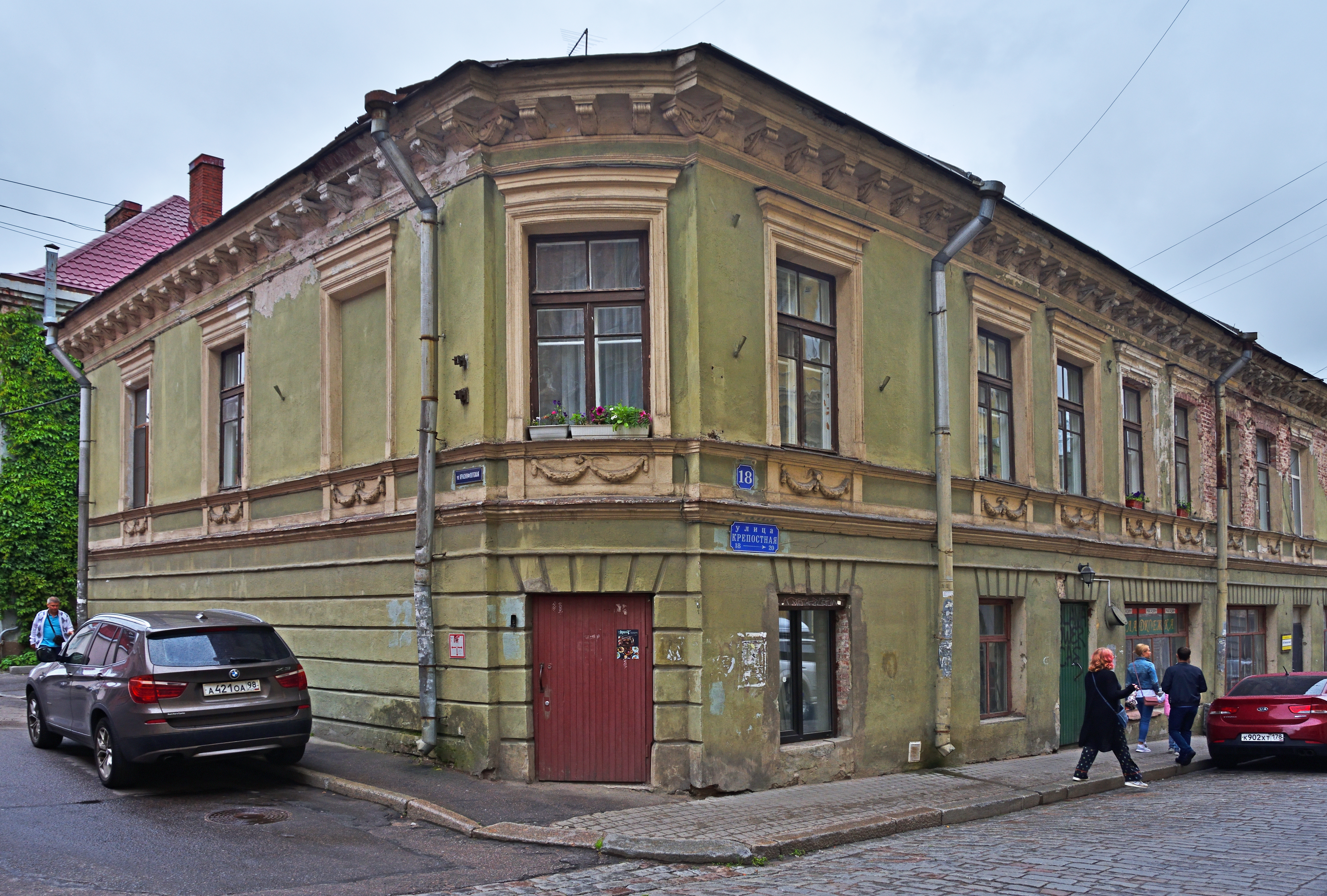
Krepostnajagatan 18.
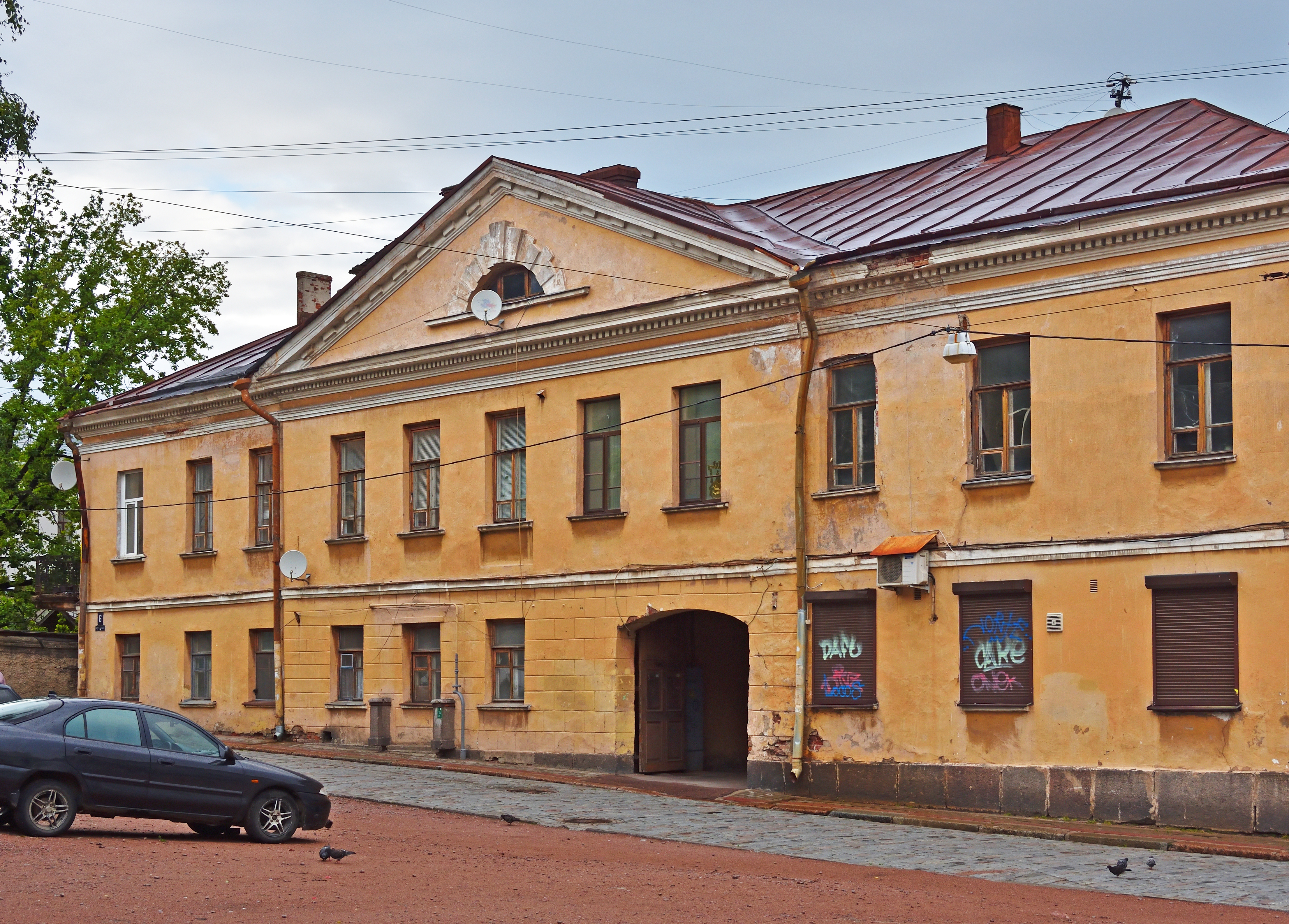
Lundtska huset, Progonnajagatan 6.
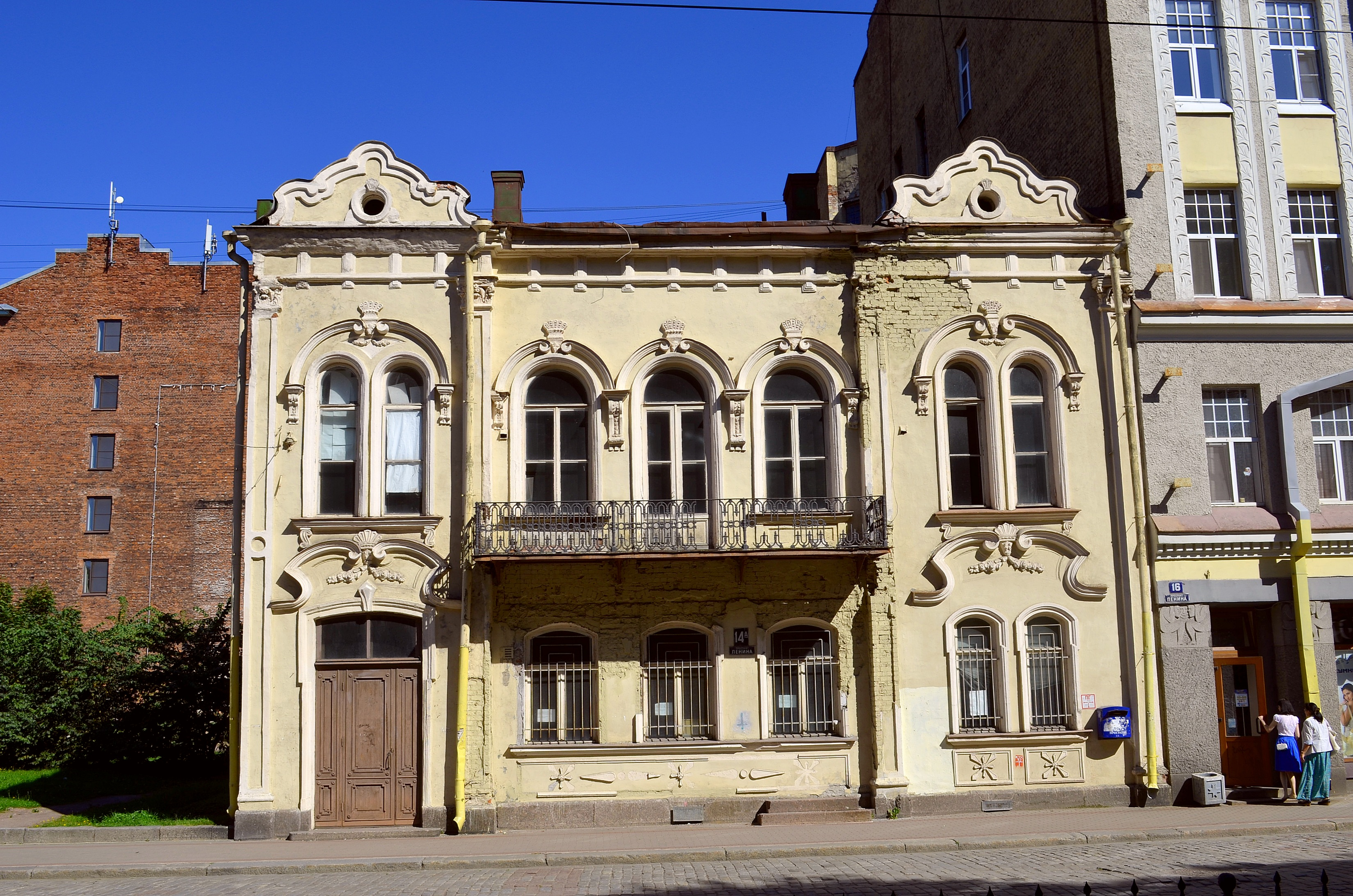
Sergevas hus, Leninavenyn 14.